# Neil Shipperley
Neil Jason Shipperley (* 30. Oktober 1974 in Chatham) ist ein ehemaliger englischer Fußballspieler. Als kantiger Stürmer war er allem bekannt als Zweitligatorjäger und führte gleich zweimal Crystal Palace als auch später Sheffield United zum Aufstieg in die Premier League.

## Sportlicher Werdegang

### FC Chelsea
Neil Shipperley, Sohn des Profifußballers aus den 1970ern Dave Shipperley, wurde in der Jugendakademie des FC Chelsea ausgebildet und als künftiger Starspieler betrachtet. Als kantiger Stürmer fiel er dann als Torjäger gleichsam für die Nachwuchs- als auch für die Reservemannschaft der „Blues“ auf. Im Alter von nur 18 Jahren debütierte er an Ostersamstag 1993 auswärts gegen den FC Southampton unter Interimstrainer David Webb per Einwechslung zur zweiten Halbzeit für den unglücklich agierenden Robert Fleck. Die Partie ging zwar mit 0:1 verloren, aber bereits zwei Tage später verdrängte er Fleck aus der Startformation und erzielte gegen den Nachbarn FC Wimbledon Chelseas vierten Treffer beim 4:2-Sieg. Unter dem neuen Trainer Glenn Hoddle erhielt er zu Beginn der Saison 1993/94 weitere Bewährungschancen, vor allem nach anfänglichen Einwechslungen als Vertreter des verletzten Tony Cascarino in der Partie gegen Coventry City in der Startelf. Eine Woche später erzielte er den Siegtreffer per Flugkopfball zum 1:0 gegen den FC Liverpool (unter „Mithilfe“ des gegnerischen Torhüters Bruce Grobbelaar). In dieser Zeit bildete Shipperley eine Sturmpartnerschaft mit Gavin Peacock, der wiederum nach Cascarinos Genesung ins Mittelfeld zurückgezogen wurde. Dabei plante Hoddle eine Konstellation mit zwei groß gewachsenen Angreifern, bei der es aber in der Folgezeit sehr an Geschwindigkeit mangelte.
Hoddle löste das Problem mit der Verpflichtung von Mark Stein und Shipperley verlor dadurch seinen Stammplatz. Als er kurz nach dem Jahreswechsel mit zwei Toren zu Siegen gegen Swindon Town (3:1) und den FC Everton (4:2), sowie danach im FA Cup gegen den FC Barnet (4:0) beitrug, schienen sich die Dinge wieder in seine Richtung zu entwickeln, aber die vielen Tore von Stein sollten dafür sorgen, dass Shipperley gegen Ende der Saison in der Hackordnung zurückfiel und im Pokalendspiel komplett fehlte. Neue Hoffnungen nach Cascarinos Abgang wurden nicht erfüllt, da Hoddle mit dem physisch starken Paul Furlong vom FC Watford einen neuen Mittelstürmer verpflichtete und somit Shipperleys Ende in Chelsea einleitete. Zwar begann er zu Beginn der Saison 1994/95 als Duo mit Furlong, aber von seinen zehn Ligaeinsätzen waren vier Einwechslungen, bevor er im Dezember 1994 für einen Monat an den Zweitligisten FC Watford ausgeliehen wurde. Einer der wenigen Höhepunkte war das Weiterkommen im Europapokal der Pokalsieger gegen Austria Wien, als er in einer mit „Youngstern“ gespickten Chelsea-Elf auswärts ein 1:1 sicherte und über die Auswärtstorregel in die nächste Runde erreichte. Bereits im Januar 1995 ließ Chelsea Shipperley für 1,25 Millionen zum von Alan Ball trainierten Ligakonkurrenten FC Southampton wechseln. Chelsea betrachtete den Transfer als gutes Geschäft und schien aufgrund der hohen Ablösesumme gar ein wenig überrascht, da erhebliche Zweifel an Shipperleys Erstligatauglichkeit bestanden und dieser nicht selten unter Gewichtsproblemen litt.

### FC Southampton und Crystal Palace
Umgehend nach seiner Verpflichtung als Rekordtransfer ersetzte Shipperley Iain Dowie als neue „Nummer 9“ der „Saints“ und behielt seinen Platz in der Mannschaft für den Rest der Saison 1994/95. Auch als im Sommer 1995 mit David Merrington ein neuer Trainer kam, blieb er Stammspieler, verpasste in der Saison 1995/96 nur eines von 38 Ligaspielen (schoss dabei sieben Tore) und war auch in den ersten neun Partien der Spielzeit 1996/97 unter Graeme Souness in der Startelf vertreten. Zu diesem Zeitpunkt hatte er sich auch nachhaltig für die englische U-21-Auswahl empfohlen und bis November 1995 (ab November 1993) sieben Partien absolviert. Souness hingegen verlor schnell das Interesse an ihm und favorisierte das norwegische Sturmduo aus Egil Østenstad und Tore André Flo. Als Souness ihn bereits im Oktober 1996 zum Verkauf anbot, zeigte sich eine  Reihe von Zweitligisten interessiert und die Wahl fiel auf den Aufstiegsaspiranten Crystal Palace – und damit gegen den ähnlich ambitionierten FC Portsmouth.
Bei den „Eagles“ war Shipperley auf Anhieb ein wichtiger Faktor und sorgte mit zwölf Toren in den verbleibenden Partien der Saison 1996/97 für das Erreichen der Play-off-Phase. Dort schoss er im Halbfinal-Hinspiel gegen die Wolverhampton Wanderers (3:1) ein Tor und war auch in der Final-Startelf gegen Sheffield United, das mit 1:0 gewonnen wurde und den Aufstieg in die Premier League sicherte, vertreten. Von dort ging es jedoch in der folgenden Saison 1997/98 als Tabellenletzter wieder in die Zweitklassigkeit, obwohl Shipperley zwischenzeitlich zwischen Oktober und Dezember 1997 in fünf aufeinanderfolgenden Spielen getroffen hatte. Kurz nach Beginn der Spielzeit 1998/99 kehrte er jedoch in die Premier League zurück, indem er im September 1998 für 1,5 Millionen Pfund bei Nottingham Forest anheuerte.

### Nottingham Forest und FC Barnsley
Das Intermezzo in Nottingham geriet zum Fiasko und in 21 Pflichtspielen schoss Shipperley gerade einmal ein Tor gegen den FC Wimbledon im März 1999. Dazu landete er zum zweiten Mal in Folge mit seinem Klub am Tabellenende und stieg damit in die zweite Liga ab. So zog er bereits im Juli 1999 weiter zum Zweitligisten FC Barnsley für nur noch 700.000 Pfund. Bei den „Tykes“ fand er zu alter Torgefährlichkeit zurück und traf immerhin 15-mal in 46 Pflichtspielen, darunter doppelt beim 2:0-Sieg gegen den Lokalrivalen Sheffield United am 6. November 1999. Nach dem Erreichen der Play-off-Spiele schoss er im Halbfinal-Hinspiel das erste Tor zum 4:0 bei Birmingham City, konnte allerdings auch die abschließende 2:4-Finalniederlage gegen Ipswich Town nicht verhindern. Es folgte ein zweites Jahr in Barnsley, in dem Shipperley 14 Zweitligatore schoss, die aber nicht für ein erneutes Aufstiegsrennen ausreichten und nach dem Fall in die untere Tabellenhälfte, zog er im Juli 2001 für 750.000 Pfund weiter zum FC Wimbledon.

### FC Wimbledon und Rückkehr zu Crystal Palace
Bei seinem Debüt für die „Dons“ schoss Shipperley gegen Birmingham City (3:1) auf Anhieb sein erstes Tor und mit zwölf Ligatreffern führte er sich zufriedenstellend ein. Besonders mit seinen beiden „Doppelschlägen“ gegen den späteren Meister Manchester City machte er auf sich aufmerksam. Er führte die Mannschaft später als Kapitän an, bildete mit dem Iren David Connolly ein effektives Sturmduo und setzte seine persönliche Rekordmarke von 20 Ligatoren in der Spielzeit 2002/03. Damit empfahl er sich für eine Rückkehr zu seinem Ex-Klub Crystal Palace im Juli 2003, wo er einen neuen Dreijahresvertrag unterzeichnete. Mit „Palace“ gelang ihm in der Saison 2003/04 zum zweiten Mal der Premier-League-Aufstieg, wobei er im Play-off-Finale gegen West Ham United das einzige Tor zum 1:0-Sieg schoss.
Nachdem er in der Aufstiegssaison von Knieproblemen geplagt war, fiel er in der anschließenden Erstligaspielzeit 2004/05 in der Hackordnung hinter Andy Johnson, Dougie Freedman, Sándor Torghelle und Neuzugang Jon Macken zurück und kam so nur zu drei Pflichtspieleinsätzen. Bereits im Januar 2005 wurde ein Wechsel zu einem Zweitligaklub, darunter der FC Reading und der FC Gillingham, spekuliert. Letztlich kam der Wechsel aber erst nach Saisonende zustande und Shipperly heuerte im Juli 2005 ablösefrei bei Sheffield United an.

### Ausklang der aktiven Karriere
Für die „Blades“ schoss Shipperley in der Zweitligasaison 2005/06 elf Tore und ein weiteres Mal stieg er mit einem Klub in die Premier League auf, nunmehr als Vizemeister hinter dem FC Reading. Auch in Sheffield spielte er dann in der Premier League keine Rolle mehr und kurz nach seiner Freistellung fand er im Januar 2007 mit dem Drittligisten FC Brentford einen neuen Arbeitgeber, wobei die Vertragslaufzeit auf vier Monate beschränkt war. Die Erwartung konnte er jedoch nicht mehr erfüllen und nachdem er bei elf Auftritten torlos geblieben war, beendete er im April 2007 seine aktive Profikarriere. Das Angebot, für den kurz zuvor ins Leben gerufenen AFC Wimbledon zu spielen, schlug er aus, da er angab, einen Klub im Mittleren Osten trainieren zu wollen.

### Trainerstationen
Im Mai 2009 wurde Shipperley Trainer des FC Bedfont in der Combined Counties League, worauf im Sommer 2010 ein Engagement bei den Walton Casuals in der Isthmian League Division One South folgte. Diese Tätigkeit dauerte bis zu seinem Rücktritt im Oktober 2011 an. Am Zweiten Weihnachtstag 2011 wurde bestätigt, dass er die Nachfolge von Steve Ringrose als Cheftrainer von North Greenford United antrete. Diesen Posten hatte er bis zu seinem Rücktritt im Mai 2012 inne. Nach einer vergeblichen Suche nach einem Trainerjob bei einem höherklassigen Verein kehrte er im Oktober 2012 nach der Entlassung von Jon-Barrie Bates zu North Greenford United zurück und absolvierte am letzten Spieltag der Saison 2012/13 gegen Leighton Town noch einmal einen aktiven Einsatz. Seine zweite Amtszeit endete mit einem weiteren Rücktritt im Februar 2014 nach einer 1:4-Niederlage gegen Dunstable Town.
Negative Schlagzeilen machte Shipperley im Dezember 2019, als er wegen Erregung öffentlichen Ärgernisses in Verbindung mit einer Mutter und ihrer 16-jährigen Tochter zu einem einjährigen Gemeinschaftsdienst, 120 Sozialstunden und einem fünfjährigen Akteneintrag in Bezug auf Sexualdelikte verurteilt wurde. Shipperley begründete sein Fehlverhalten in persönlichen Problemen, darunter den Tod seines Vaters, Spielsucht und Geldprobleme.